# Libyan Petroleum Corporation
De Libyan Petroleum Corporation of Lipetco was de nationale Libische oliemaatschappij onder het bewind van koning Idris I.
In 1956 werd er petroleum gevonden bij Sirte. Tegen 1959 waren er verschillende buitenlandse oliemaatschappijen, zoals Esso, Mobil en Texas Gulf, actief in het land en waren er belangrijke oliereserves gevonden. Lipetco werd opgericht en deze maatschappij ging joint venture-overeenkomsten aan met de buitenlandse oliemaatschappijen, die royalty's betaalden. Na de staatsgreep en de vestiging van een republiek in 1969, werd in 1970 Lipetco vervangen door de National Oil Corporation (NOC) en werden de bestaande contracten opgezegd.